# MacPherson-ophæng
MacPherson-ophæng er en konstruktion af hjulophæng, hvor støddæmperen er integreret i hjulspindeln. Systemet består af en bevægelig tværarm og en lodret teleskopisk støddæmper omgivet af en skruefjeder. 

## Historie
Amerikaneren Earle S. MacPherson patenterede konstruktionen den 26. september 1949, Pat.-No. GB-658.387, der året efter blev anvendt for første gang i en Ford Vedette. I 1951 fik Ford Consul som den første europæiske bil  MacPherson-ophæng og senere også Ford Zephyr. 
Konstruktionen kan anvendes til ophæng på både for- og bagaksel, men anvendes primært på forhjulsophæng, da det bygges sammen med styrehjulene. Baghjulsophæng med lignende konstruktion kaldes Chapman-ophæng.

## Konstruktion
Ophænget optager væsentlig mindre plads end et traditionelt ophæng med separat fastgørelse af fjeder og støddæmper. Dette gør at småbiler og biler i mellemklassen får væsentligt mere plads i kabinen. MacPherson-ophæng er meget almindeligt på moderne personbiler, netop på grund af dets simpelt og pladsbesparende konstruktion. BMW X5, Lada Niva og Honda S2000 er tre eksempler på biler, der ikke har MacPherson-ophæng.